# وادي الغضاري
وادي الغضاري أحد وديان العراق يقع في بادية السماوة في محافظة المثنى جنوب العراق، يقع الوادي ضمن منطقة الوديان السفلى، يبدأ حوضه من اقصى الاجزاء الجنوبية الغربية ويحتل مساحات من بادية السلمان وينتهي بالقرب من بحيرة ساوه.
بلغت مساحه حوضه 26,165 كيلومتر مربع (10,102 ميل2) ويبلغ طوله 186 كيلومتر (116 ميل)، ومعدل انحداره (1,83) م/كم، يتميز حوضه بالامتداد الطولي والمتعرج، ويحتوي على بعض الفيضات مثل ( فيضة ام الشويجة) يحد حوض الغضاري من جهة الغرب حوض وادي كور الطير، ومن جهة الشمال الشرقي يحده حوض وادي الدودان ومن الجنوب الشرقي حوض وادي أبو حضير.